# 二人の北海道
「二人の北海道」（ふたりのほっかいどう）は、1999年7月23日に発売されたカントリー娘。のデビューシングル。

## 概要
田中義剛プロデュースにより誕生した、カントリー娘。のデビューシングル。しかしリリース直前に柳原尋美が不慮の死を遂げたため、初期メンバーの3人としては最初で最後の楽曲となった。
北海道限定のインディーズ販売だが、発売当初はメンバーの悲劇を悼む音楽ファンが多かったことから品切れが相次ぎ、札幌市では発売日の開店1時間で完売するレコード店もあるなど大きな反響を見せた。その後、全国から問合せが殺到したことから、全国のレコード店で注文を受け付けることも決まり、1999年までに2万枚のヒットを記録した。
発売翌月に北海道上ノ国町や東京都でのイベントでカントリー娘。のステージが開催された際には、残された初期メンバーのうち小林梓も療養中（後に脱退）だったため、りんね（当時は戸田鈴音名義）が1人でステージに立ち、ほかのメンバーに代ってモーニング娘。がバックコーラスでサポートした。
テレビ東京系列「アイドルをさがせ!」オープニングテーマ。

## 収録曲
全作曲：つんく
1. 二人の北海道
作詞：森高千里　編曲：前嶋康明
2. モーニング牛乳
作詞：つんく　ラップ詞&編曲：下町兄弟
3. 二人の北海道 (Instrumental)

## 参加ミュージシャン
二人の北海道
- プログラミング&キーボード：前嶋康明
- ドラム：木村万作
- ギター：高橋諭一
- コーラス：シ・エ・ル
- ボイス：つんく